# Jørn Jamtfall
Jørn Jamtfall (født 24. juli 1966 i Trondheim, Norge) er en norsk tidligere fodboldspiller (målmand).
Jamtfall spillede størstedelen af sin karriere (1994-2001) hos Rosenborg i sin fødeby. Her var han med til at vinde hele otte norske mesterskaber og to pokaltitler i perioden, hvor Rosenborg var den ubestridte magtfaktor i norsk fodbold. Han sluttede sin karriere med et ophold hos Sogndal.
Jamtfall spillede desuden en enkelt kamp for Norges landshold, en venskabskamp mod Sydkorea 18. januar 1997.

## Titler
Tippeligaen
- 1994, 1995, 1996, 1997, 1998, 1999, 2000 og 2001 med Rosenborg

Norsk pokalturnering
- 1995 og 1999 med Rosenborg